# 아트 블래키
아트 블래키(영어: Art Blakey, 1919년 10월 11일 ~ 1990년 10월 16일)는 미국의 재즈 드러머이자 밴드리더였다. 그는 무슬림이 된 후 압둘라 이븐 부하이나(영어: Abdullah Ibn Buhaina)로 알려져 있다.
블래키는 플렛처 핸더슨과 빌리 엑스타인의 빅밴드에서 1940년대에 이름을 날렸다. 그는 비밥 음악가인 셀로니어스 멍크, 찰리 파커 그리고 디지 길레스피와 함께 일했다. 1950년대 중반 호러스 실버와 블래키는 드럼 연주자가 다음 35년 동안 연관된 그룹인 재즈 메신저스를 결성했다. 이 그룹은 동 시대 사람들의 모임으로 결성되었지만, 수년 동안 이 밴드는 프레디 허버드, 웨인 쇼터, 리 모건, 베니 골슨, 윈튼 마살리스와 같은 젊은 인재들의 육성 시설로 알려지게 되었다. 1987년도에 버클리 음악 대학에서 명예 박사 학위를 받았다.